# Ranunculus crucilobus
Ranunculus crucilobus är en ranunkelväxtart som beskrevs av H. Lév.. Ranunculus crucilobus ingår i släktet ranunkler, och familjen ranunkelväxter. Inga underarter finns listade i Catalogue of Life.